# 2015-ös Ázsia-kupa
A 2015-ös Ázsia-kupa az Ázsiai Labdarúgó-szövetség (AFC) szervezésében, 16. alkalommal megrendezésre kerülő Ázsia-kupa volt, amely az ázsiai kontinens legrangosabb labdarúgótornája. A tornát január 9. és 31. között rendezték Ausztráliában. A tornát a házigazda Ausztrália nyerte. A győztes részvételi jogot szerzett a 2017-es konföderációs kupára.

## Helyszínek
A mérkőzéseknek Sydney, Melbourne, Brisbane, Canberra és Newcastle városa ad otthont.
| Sydney                        | Newcastle                                    | Brisbane                                     |
| ----------------------------- | -------------------------------------------- | -------------------------------------------- |
| Stadium Australia             | Newcastle Stadium                            | Brisbane Stadium                             |
| Férőhely: 84 000              | Férőhely: 33 000                             | Férőhely: 52 500                             |
|                               |                                              |                                              |
| Canberra                      | Brisbane Newcastle Sydney Canberra Melbourne | Brisbane Newcastle Sydney Canberra Melbourne |
| Canberra Stadium              | Brisbane Newcastle Sydney Canberra Melbourne | Brisbane Newcastle Sydney Canberra Melbourne |
| Férőhely: 25 011              | Brisbane Newcastle Sydney Canberra Melbourne | Brisbane Newcastle Sydney Canberra Melbourne |
|                               | Brisbane Newcastle Sydney Canberra Melbourne | Brisbane Newcastle Sydney Canberra Melbourne |
| Melbourne                     | Brisbane Newcastle Sydney Canberra Melbourne | Brisbane Newcastle Sydney Canberra Melbourne |
| Melbourne Rectangular Stadium | Brisbane Newcastle Sydney Canberra Melbourne | Brisbane Newcastle Sydney Canberra Melbourne |
| Férőhely: 30 050              | Brisbane Newcastle Sydney Canberra Melbourne | Brisbane Newcastle Sydney Canberra Melbourne |
|                               | Brisbane Newcastle Sydney Canberra Melbourne | Brisbane Newcastle Sydney Canberra Melbourne |

## Résztvevők
A következő csapatok vettek részt a 2015-ös Ázsia-kupán:
| Nemzet                  | Részvételi jog                         | Részvétel megszerzésének dátuma | Korábbi részvételei |
| ----------------------- | -------------------------------------- | ------------------------------- | ------------------- |
| Ausztrália              | Rendező                                | 2011. január 5.                 | 2                   |
| Japán                   | 2011-es Ázsia-kupa győztese            | 2011. január 25.                | 7                   |
| Dél-Korea               | 2011-es Ázsia-kupa 3. helyezettje      | 2011. január 28.                | 12                  |
| Észak-Korea             | 2012-es AFC Challenge Cup győztese     | 2012. március 19.               | 3                   |
| Bahrein                 | selejtező, D csoport győztese          | 2013. november 15.              | 4                   |
| Egyesült Arab Emírségek | selejtező, E csoport győztese          | 2013. november 15.              | 8                   |
| Szaúd-Arábia            | selejtező, C csoport győztese          | 2013. november 15.              | 8                   |
| Üzbegisztán             | selejtező, E csoport második helyezett | 2013. november 19.              | 5                   |
| Katar                   | selejtező, D csoport második helyezett | 2013. november 19.              | 8                   |
| Omán                    | selejtező, A csoport győztese          | 2013. november 19.              | 2                   |
| Irán                    | selejtező, B csoport győztese          | 2013. november 19.              | 12                  |
| Kuvait                  | selejtező, B csoport második helyezett | 2013. november 19.              | 9                   |
| Jordánia                | selejtező, A csoport második helyezett | 2014. február 4.                | 2                   |
| Irak                    | selejtező, C csoport második helyezett | 2014. március 5.                | 7                   |
| Kína                    | selejtező legjobb harmadik helyezett   | 2014. március 5.                | 10                  |
| Palesztina              | 2014-es AFC Challenge Cup győztese     | 2014. május 30.                 | 0 (első szereplés)  |

## Sorsolás
A csoportok beosztását 2014. március 26-án tartották a Sydney-i Operaházban. A 16 csapatot négy csoportba sorsolták. Előtte a 2014. márciusi FIFA-világranglista alapján négy kalapba helyezték a csapatokat. A rendező Ausztrália automatikusan az A1 pozíciót kapta. A sorsolás időpontjában a 2014-es AFC Challenge Cup győztese nem volt ismert, ezért ez automatikusan a 4. kalapba került.
Zárójelben a csapatok 2014. márciusi FIFA-világranglista-helyezése olvasható.
| 1. kalap                                                                  | 2. kalap                                                                              | 3. kalap                                             | 4. kalap                                                                |
| ------------------------------------------------------------------------- | ------------------------------------------------------------------------------------- | ---------------------------------------------------- | ----------------------------------------------------------------------- |
| Ausztrália (63.) (rendező) · Irán (42.) · Japán (48.) · Üzbegisztán (55.) | Dél-Korea (60.) · Egyesült Arab Emírségek (61.) · Jordánia (66.) · Szaúd-Arábia (75.) | Omán (81.) · Kína (98.) · Katar (101.) · Irak (103.) | Bahrein (106.) · Kuvait (110.) · Észak-Korea (133.) · Palesztina (167.) |

## Csoportkör
A csoportkörben minden csapat a másik három csapattal egy-egy mérkőzést játszott, így összesen 6 mérkőzésre került sor mind a négy csoportban. A csoportokból az első két helyezett jutott tovább. Minden csoportban az utolsó két mérkőzést azonos időpontban játszották.
A csoportokban a következők szerint kellett a sorrendet meghatározni:
1. több szerzett pont az összes mérkőzésen (egy győzelemért 3 pont, egy döntetlenért 1 pont járt, a vereségért nem járt pont)
2. jobb gólkülönbség az összes mérkőzésen
3. több lőtt gól az összes mérkőzésen

Ha két vagy több csapat a fenti három kritérium alapján is azonos eredménnyel állt, akkor a következők szerint kellett meghatározni a sorrendet:
1. több szerzett pont az azonosan álló csapatok között lejátszott mérkőzéseken
2. jobb gólkülönbség az azonosan álló csapatok között lejátszott mérkőzéseken
3. több lőtt gól az azonosan álló csapatok között lejátszott mérkőzéseken
4. sorsolás

| Jelmagyarázat                                                                   |
| ------------------------------------------------------------------------------- |
| A csoportok első és második helyezettje bejutott az egyenes kieséses szakaszba. |
| A csoportok harmadik és negyedik helyezettje kiesett a tornáról.                |

### A csoport
| Csapat     | M | Gy | D | V | G+ | G– | Gk | P |
| ---------- | - | -- | - | - | -- | -- | -- | - |
| Dél-Korea  | 3 | 3  | 0 | 0 | 3  | 0  | +3 | 9 |
| Ausztrália | 3 | 2  | 0 | 1 | 8  | 2  | +6 | 6 |
| Omán       | 3 | 1  | 0 | 2 | 1  | 5  | –4 | 3 |
| Kuvait     | 3 | 0  | 0 | 3 | 1  | 6  | –5 | 0 |

| 2015. január 9. 20:00 (UTC+11) |

| Ausztrália                                                | 4–1                         | Kuvait    |
| --------------------------------------------------------- | --------------------------- | --------- |
| Cahill 33' Luongo 45' Jedinak 62' (11-esből) Troisi 90+2' | (2–1) Jegyzőkönyv Részletek | Fadhel 8' |

| Melbourne Rectangular Stadium, Melbourne Nézőszám: 25 231 Játékvezető: Ravshan Ermatov (üzbegisztáni) |

| 2015. január 10. 16:00 (UTC+11) |

| Dél-Korea           | 1–0                         | Omán |
| ------------------- | --------------------------- | ---- |
| Cso Jongcshol 45+1' | (1–0) Jegyzőkönyv Részletek |      |

| Canberra Stadium, Canberra Nézőszám: 12 552 Játékvezető: Peter O’Leary (új-zélandi) |

| 2015. január 13. 18:00 (UTC+11) |

| Kuvait | 0–1                         | Dél-Korea     |
| ------ | --------------------------- | ------------- |
|        | (0–1) Jegyzőkönyv Részletek | Nam Thehi 36' |

| Canberra Stadium, Canberra Nézőszám: 8795 Játékvezető: Alirezá Fagáni (iráni) |

| 2015. január 13. 20:00 (UTC+11) |

| Omán | 0–4                         | Ausztrália                                              |
| ---- | --------------------------- | ------------------------------------------------------- |
|      | (0–3) Jegyzőkönyv Részletek | McKay 27' Kruse 30' Milligan 45+2' (11-esből) Jurić 70' |

| Stadium Australia, Sydney Nézőszám: 50 276 Játékvezető: Szató Rjúdzsi (japán) |

| 2015. január 17. 19:00 (UTC+10) |

| Ausztrália | 0–1                         | Dél-Korea        |
| ---------- | --------------------------- | ---------------- |
|            | (0–1) Jegyzőkönyv Részletek | I Dzsonghjop 33' |

| Brisbane Stadium, Brisbane Nézőszám: 48 513 Játékvezető: Naváf Sukralláh (bahreini) |

| 2015. január 17. 20:00 (UTC+11) |

| Omán           | 1–0                         | Kuvait |
| -------------- | --------------------------- | ------ |
| Al-Muqbali 69' | (0–0) Jegyzőkönyv Részletek |        |

| Newcastle Stadium, Newcastle Nézőszám: 7499 Játékvezető: Fahad Al-Mirdasi (Szaúdi) |

### B csoport
| Csapat       | M | Gy | D | V | G+ | G– | Gk | P |
| ------------ | - | -- | - | - | -- | -- | -- | - |
| Kína         | 3 | 3  | 0 | 0 | 5  | 2  | +3 | 9 |
| Üzbegisztán  | 3 | 2  | 0 | 1 | 5  | 3  | +2 | 6 |
| Szaúd-Arábia | 3 | 1  | 0 | 2 | 5  | 5  | 0  | 3 |
| Észak-Korea  | 3 | 0  | 0 | 3 | 2  | 7  | –5 | 0 |

| 2015. január 10. 18:00 (UTC+11) |

| Üzbegisztán | 1–0                         | Észak-Korea |
| ----------- | --------------------------- | ----------- |
| Sergeev 62' | (0–0) Jegyzőkönyv Részletek |             |

| Stadium Australia, Sydney Nézőszám: 12 078 Játékvezető: Naváf Sukralláh (bahreini) |

| 2015. január 10. 19:00 (UTC+10) |

| Szaúd-Arábia | 0–1                         | Kína       |
| ------------ | --------------------------- | ---------- |
|              | (0–0) Jegyzőkönyv Részletek | Jü Haj 81' |

| Brisbane Stadium, Brisbane Nézőszám: 12 557 Játékvezető: Alirezá Fagáni (iráni) |

| 2015. január 14. 18:00 (UTC+11) |

| Észak-Korea | 1–4                         | Szaúd-Arábia                              |
| ----------- | --------------------------- | ----------------------------------------- |
| Jonggi 12'  | (1–1) Jegyzőkönyv Részletek | Hazazi 37' Al-Sahlawi 52' 54' Al Abed 76' |

| Melbourne Rectangular Stadium, Melbourne Nézőszám: 12 349 Játékvezető: Abdulláh al-Hiláli (ománi) |

| 2015. január 14. 19:00 (UTC+10) |

| Kína                    | 2–1                         | Üzbegisztán |
| ----------------------- | --------------------------- | ----------- |
| Vu Hszi 54' Szun Ko 68' | (0–1) Jegyzőkönyv Részletek | Ahmedov 23' |

| Brisbane Stadium, Brisbane Nézőszám: 13 674 Játékvezető: Abdullah Hassan Mohamed (arab emírségekbeli) |

| 2015. január 18. 20:00 (UTC+11) |

| Üzbegisztán                | 3–1                         | Szaúd-Arábia              |
| -------------------------- | --------------------------- | ------------------------- |
| Rasidov 2' 78' Shodiev 71' | (1–0) Jegyzőkönyv Részletek | Al-Sahlawi 60' (11-esből) |

| Melbourne Rectangular Stadium, Melbourne Nézőszám: 10 871 Játékvezető: Ben Williams (ausztrál) |

| 2015. január 18. 20:00 (UTC+11) |

| Kína           | 2–1                         | Észak-Korea         |
| -------------- | --------------------------- | ------------------- |
| Szun Ko 1' 42' | (2–0) Jegyzőkönyv Részletek | Kao Lin 57' (öngól) |

| Canberra Stadium, Canberra Nézőszám: 18 457 Játékvezető: Abdulrahman Abdou (katari) |

### C csoport
| Csapat                  | M | Gy | D | V | G+ | G– | Gk | P |
| ----------------------- | - | -- | - | - | -- | -- | -- | - |
| Irán                    | 3 | 3  | 0 | 0 | 4  | 0  | +4 | 9 |
| Egyesült Arab Emírségek | 3 | 2  | 0 | 1 | 6  | 3  | +3 | 6 |
| Bahrein                 | 3 | 1  | 0 | 2 | 3  | 5  | –2 | 3 |
| Katar                   | 3 | 0  | 0 | 3 | 2  | 7  | –5 | 0 |

| 2015. január 11. 18:00 (UTC+11) |

| Egyesült Arab Emírségek        | 4–1                         | Katar       |
| ------------------------------ | --------------------------- | ----------- |
| Halíl 37' 52' Mabkhout 56' 90' | (1–1) Jegyzőkönyv Részletek | Ibrahim 23' |

| Canberra Stadium, Canberra Nézőszám: 5513 Játékvezető: Kim Jong-hyeok (dél-koreai) |

| 2015. január 11. 20:00 (UTC+11) |

| Irán                      | 2–0                         | Bahrein |
| ------------------------- | --------------------------- | ------- |
| Hajsafi 45+1' Shojaei 71' | (1–0) Jegyzőkönyv Részletek |         |

| Melbourne Rectangular Stadium, Melbourne Nézőszám: 17 712 Játékvezető: Ben Williams (ausztrál) |

| 2015. január 15. 18:00 (UTC+11) |

| Bahrein        | 1–2                         | Egyesült Arab Emírségek         |
| -------------- | --------------------------- | ------------------------------- |
| Okwunwanne 26' | (1–1) Jegyzőkönyv Részletek | Mabkhout 1' Huszaín 74' (öngól) |

| Canberra Stadium, Canberra Nézőszám: 7925 Játékvezető: Christopher Beath (ausztrál) |

| 2015. január 15. 20:00 (UTC+11) |

| Katar | 0–1                         | Irán      |
| ----- | --------------------------- | --------- |
|       | (0–0) Jegyzőkönyv Részletek | Azmun 52' |

| Stadium Australia, Sydney Nézőszám: 22 672 Játékvezető: Ravshan Ermatov (üzbég) |

| 2015. január 19. 19:00 (UTC+10) |

| Irán                 | 1–0                         | Egyesült Arab Emírségek |
| -------------------- | --------------------------- | ----------------------- |
| Ghoochannejhad 90+1' | (0–0) Jegyzőkönyv Részletek |                         |

| Brisbane Stadium, Brisbane Nézőszám: 11 394 Játékvezető: Szató Rjúdzsi (japán) |

| 2015. január 19. 20:00 (UTC+11) |

| Katar         | 1–2                         | Bahrein             |
| ------------- | --------------------------- | ------------------- |
| Al Haidos 68' | (0–1) Jegyzőkönyv Részletek | Szaíd 34' Ahmed 82' |

| Stadium Australia, Sydney Nézőszám: 4841 Játékvezető: Abdulláh al-Hiláli (ománi) |

### D csoport
| Csapat     | M | Gy | D | V | G+ | G– | Gk  | P |
| ---------- | - | -- | - | - | -- | -- | --- | - |
| Japán      | 3 | 3  | 0 | 0 | 7  | 0  | +7  | 9 |
| Irak       | 3 | 2  | 0 | 1 | 3  | 1  | +2  | 6 |
| Jordánia   | 3 | 1  | 0 | 2 | 5  | 4  | +1  | 3 |
| Palesztina | 3 | 0  | 0 | 3 | 1  | 11 | –10 | 0 |

| 2015. január 12. 18:00 (UTC+11) |

| Japán                                               | 4–0                         | Palesztina |
| --------------------------------------------------- | --------------------------- | ---------- |
| Endó 8' Okazaki 25' Honda 44' (11-esből) Josida 49' | (3–0) Jegyzőkönyv Részletek |            |

| Newcastle Stadium, Newcastle Nézőszám: 15 497 Játékvezető: Abdulrahman Hussain (katari) |

| 2015. január 12. 19:00 (UTC+10) |

| Jordánia | 0–1                         | Irak      |
| -------- | --------------------------- | --------- |
|          | (0–0) Jegyzőkönyv Részletek | Kasim 77' |

| Brisbane Stadium, Brisbane Nézőszám: 6 840 Játékvezető: Fahad Al-Mirdasi (Szaúdi) |

| 2015. január 16. 18:00 (UTC+11) |

| Palesztina    | 1–5                         | Jordánia                                      |
| ------------- | --------------------------- | --------------------------------------------- |
| Ihbeisheh 84' | (0–3) Jegyzőkönyv Részletek | Al-Rawashdeh 32' Al-Dardour 34' 45+2' 75' 79' |

| Melbourne Rectangular Stadium, Melbourne Nézőszám: 10 808 Játékvezető: Kim Dzsonghjok (dél-koreai) |

| 2015. január 16. 19:00 (UTC+10) |

| Irak | 0–1                         | Japán                |
| ---- | --------------------------- | -------------------- |
|      | (0–1) Jegyzőkönyv Részletek | Honda 23' (11-esből) |

| Brisbane Stadium, Brisbane Nézőszám: 22 941 Játékvezető: Alirezá Fagáni (iráni) |

| 2015. január 20. 20:00 (UTC+11) |

| Japán                | 2–0                         | Jordánia |
| -------------------- | --------------------------- | -------- |
| Honda 24' Kagava 82' | (1–0) Jegyzőkönyv Részletek |          |

| Melbourne Rectangular Stadium, Melbourne Nézőszám: 25 016 Játékvezető: Ravshan Ermatov (üzbég) |

| 2015. január 20. 20:00 (UTC+11) |

| Irak                 | 2–0                         | Palesztina |
| -------------------- | --------------------------- | ---------- |
| Mahmúd 48' Yasin 88' | (0–0) Jegyzőkönyv Részletek |            |

| Canberra Stadium, Canberra Nézőszám: 10 235 Játékvezető: Abdulla Hassan Mohamed (arab emírségekbeli) |

## Egyenes kieséses szakasz
Az egyenes kieséses szakaszban nyolc csapat vett részt, amelyek a csoportkör során a saját csoportjuk első két helyének valamelyikén végeztek. Az egyenes kieséses szakasz 8 mérkőzésből állt: 4 negyeddöntőt, 2 elődöntőt és 2 helyosztó mérkőzést rendeztek.
Az egyes mérkőzések győztesei továbbjutottak a következő körbe. A vesztes csapatok kiestek a kontinenstornáról, kivéve az elődöntő vesztes csapatait, amelyek a 3. helyért mérkőzhettek.
Ha a mérkőzéseken a rendes játékidő végén döntetlen volt az eredmény, akkor 30 perces hosszabbítást rendeztek, ha ezután is döntetlen volt az eredmény, akkor büntetőpárbaj következett.
|  |                        |                         |                         |                         |   |                         |                         |                     |                     |                     |               |       |       |
|  | Negyeddöntők           | Negyeddöntők            | Negyeddöntők            |                         |   | Elődöntők               | Elődöntők               | Elődöntők           |                     |                     | Döntő         | Döntő | Döntő |
|  | Negyeddöntők           | Negyeddöntők            | Negyeddöntők            |                         |   | Elődöntők               | Elődöntők               | Elődöntők           |                     |                     | Döntő         | Döntő | Döntő |
|  | január 22. – Melbourne |                         |                         |                         |   |                         |                         |                     |                     |                     |               |       |       |
|  |                        |                         |                         |                         |   |                         |                         |                     |                     |                     |               |       |       |
|  | A1                     | Dél-Korea               | 2                       |                         |   |                         |                         |                     |                     |                     |               |       |       |
|  | A1                     | Dél-Korea               | 2                       | január 26. – Sydney     |   |                         |                         |                     |                     |                     |               |       |       |
|  | B2                     | Üzbegisztán             | 0                       |                         |   |                         |                         |                     |                     |                     |               |       |       |
|  | B2                     | Üzbegisztán             | 0                       |                         |   | Dél-Korea               | Dél-Korea               | 2                   |                     |                     |               |       |       |
|  | január 23. – Canberra  |                         |                         |                         |   | Dél-Korea               | Dél-Korea               | 2                   |                     |                     |               |       |       |
|  |                        |                         | Irak                    | Irak                    | 0 |                         |                         |                     |                     |                     |               |       |       |
|  | C1                     | Irán                    | Irak                    | Irak                    | 0 | 3 (6)                   |                         |                     |                     |                     |               |       |       |
|  | C1                     | Irán                    |                         |                         |   | 3 (6)                   | január 31. – Newcastle  |                     |                     |                     |               |       |       |
|  | D2                     | Irak                    | 3 (7)                   |                         |   |                         |                         |                     |                     |                     |               |       |       |
|  | D2                     | Irak                    | 3 (7)                   |                         |   | Dél-Korea               | Dél-Korea               | 1                   |                     |                     |               |       |       |
|  | január 22. – Brisbane  |                         |                         |                         |   | Dél-Korea               | Dél-Korea               | 1                   |                     |                     |               |       |       |
|  |                        |                         | Ausztrália              | Ausztrália              | 2 |                         |                         |                     |                     |                     |               |       |       |
|  | B1                     | Kína                    | Ausztrália              | Ausztrália              | 2 | 0                       |                         |                     |                     |                     |               |       |       |
|  | B1                     | Kína                    | január 27. – Newcastle  |                         |   | 0                       |                         |                     |                     |                     |               |       |       |
|  | A2                     | Ausztrália              | 2                       |                         |   |                         |                         |                     |                     |                     |               |       |       |
|  | A2                     | Ausztrália              | 2                       |                         |   | Ausztrália              | Ausztrália              | 2                   | Bronzmérkőzés       | Bronzmérkőzés       | Bronzmérkőzés |       |       |
|  | január 23. – Sydney    |                         |                         |                         |   | Ausztrália              | Ausztrália              | 2                   | Bronzmérkőzés       | Bronzmérkőzés       | Bronzmérkőzés |       |       |
|  |                        |                         | Egyesült Arab Emírségek | Egyesült Arab Emírségek | 0 |                         |                         | január 30. – Sydney | január 30. – Sydney | január 30. – Sydney |               |       |       |
|  | D1                     | Japán                   | Egyesült Arab Emírségek | Egyesült Arab Emírségek | 0 | 1 (4)                   |                         | január 30. – Sydney | január 30. – Sydney | január 30. – Sydney |               |       |       |
|  | D1                     | Japán                   |                         |                         |   |                         |                         | Irak                | Irak                | 2                   |               |       |       |
|  | C2                     | Egyesült Arab Emírségek | 1 (5)                   |                         |   |                         |                         | Irak                | Irak                | 2                   |               |       |       |
|  | C2                     | Egyesült Arab Emírségek | 1 (5)                   |                         |   | Egyesült Arab Emírségek | Egyesült Arab Emírségek | 3                   |                     |                     |               |       |       |
|  |                        |                         |                         |                         |   | Egyesült Arab Emírségek | Egyesült Arab Emírségek | 3                   |                     |                     |               |       |       |

### Negyeddöntők
| 2015. január 22. 18:30 (UTC+11) |

| Dél-Korea              | 2–0 (h. u.)                           | Üzbegisztán |
| ---------------------- | ------------------------------------- | ----------- |
| Szon Hungmin 104' 120' | (0–0, 0–0, 1–0) Jegyzőkönyv Részletek |             |

| Melbourne Rectangular Stadium, Melbourne Nézőszám: 23 381 Játékvezető: Fahad Al-Mirdasi (Szaúd-arábiai) |

| 2015. január 22. 20:30 (UTC+10) |

| Kína | 0–2                         | Ausztrália     |
| ---- | --------------------------- | -------------- |
|      | (0–0) Jegyzőkönyv Részletek | Cahill 48' 65' |

| Brisbane Stadium, Brisbane Nézőszám: 46 067 Játékvezető: Kim Jong-hyeok (dél-koreai) |

| 2015. január 23. 17:30 (UTC+11) |

| Irán                                                                         | 3–3 (h. u.)                           | Irak                                                       |
| ---------------------------------------------------------------------------- | ------------------------------------- | ---------------------------------------------------------- |
| Azmun 24' Pouraliganji 103' Ghoochannejhad 118'                              | (1–0, 1–1, 2–2) Jegyzőkönyv Részletek | Yasin 56' Mahmoud 93' Ismail 116' (11-esből)               |
| Büntetőpárbaj                                                                |                                       |                                                            |
| Hajsafi Pouraliganji Nekounam Hosseini Ghafouri Jahanbakhsh Teymourian Amiri | 6–7                                   | Abdul-Amir Salem Ismail Adnan Mahmoud Kasim Hussein Shaker |

| Canberra Stadium, Canberra Nézőszám: 18 921 Játékvezető: Ben Williams (ausztrál) |

| 2015. január 23. 20:30 (UTC+11) |

| Japán                                          | 1–1 (h. u.)                           | Egyesült Arab Emírségek                                |
| ---------------------------------------------- | ------------------------------------- | ------------------------------------------------------ |
| Sibaszaki 81'                                  | (0–1, 1–1, 1–1) Jegyzőkönyv Részletek | Mabkhout 7'                                            |
| Büntetőpárbaj                                  |                                       |                                                        |
| Honda Hasebe Shibasaki Toyoda Morishige Kagawa | 4–5                                   | O. Abdulrahman Mabkhout Esmaeel Hassan Fardan I. Ahmed |

| Stadium Australia, Sydney Nézőszám: 19 094 Játékvezető: Alirezá Fagáni (iráni) |

### Elődöntők
| 2015. január 26. 20:00 (UTC+11) |

| Dél-Korea                         | 2–0                         | Irak |
| --------------------------------- | --------------------------- | ---- |
| I Dzsonghjop 20' Kim Jonggvon 50' | (1–0) Jegyzőkönyv Részletek |      |

| Stadium Australia, Sydney Nézőszám: 36 053 Játékvezető: Szató Rjúdzsi (japán) |

| 2015. január 27. 20:00 (UTC+11) |

| Ausztrália                | 2–0                         | Egyesült Arab Emírségek |
| ------------------------- | --------------------------- | ----------------------- |
| Sainsbury 3' Davidson 14' | (2–0) Jegyzőkönyv Részletek |                         |

| Newcastle Stadium, Newcastle Nézőszám: 21 079 Játékvezető: Ravshan Ermatov (üzbegisztáni) |

### Bronzmérkőzés
| 2015. január 30. 20:00 (UTC+11) |

| Irak                | 2–3                         | Egyesült Arab Emírségek               |
| ------------------- | --------------------------- | ------------------------------------- |
| Salem 28' Kalaf 42' | (2–1) Jegyzőkönyv Részletek | Halíl 16' 51' Mabkhout 57' (11-esből) |

| Newcastle Stadium, Newcastle Nézőszám: 12 829 Játékvezető: Naváf Sukralláh (bahreini) |

### Döntő
| 2015. január 31. 20:00 (UTC+11) |

| Dél-Korea          | 1–2 (h. u.)                           | Ausztrália             |
| ------------------ | ------------------------------------- | ---------------------- |
| Szon Hungmin 90+1' | (0–1, 1–1, 1–2) Jegyzőkönyv Részletek | Luongo 45' Troisi 105' |

| Stadium Australia, Sydney Nézőszám: 76 385 Játékvezető: Alirezá Fagáni (iráni) |

| A 2015-ös Ázsia-kupa győztese |
| ----------------------------- |
| · Ausztrália · 1. cím         |

## Gólszerzők
5 gólos:
- Ali Mabkhout

4 gólos:
| - Ahmed Halíl | - Hamza Al-Dardour |  |

3 gólos:
| - Tim Cahill - Szon Hungmin | - Mohammad Al-Sahlawi - Szun Ko | - Honda Keiszuke |

2 gólos:
| - Massimo Luongo - James Troisi - I Dzsonghjop | - Júnisz Mahmúd - Ahmed Yasin | - Reza Ghoochannejhad - Szardar Azmun - Szardor Rasidov |

1 gólos:
| - Mile Jedinak - Matt McKay - Robbie Kruse - Mark Milligan - Tomi Jurić - Trent Sainsbury - Jason Davidson - Cso Jongcshol - Kim Jonggvon - Nam Thehi - Jászer Kászim - Amdzsad Kalaf - Durgám Iszmáíl - Valíd Szálem el-Alámi - Hussain Fadhel | - Endó Jaszuhito - Okazaki Sindzsi - Sibaszaki Gaku - Kagava Sindzsi - Josida Maja - Igor Sergeev - Odil Ahmedov - Vokhid Shodiev - Jü Haj - Vu Hszi - Ehsan Hajsafi - Masoud Shojaei - Morteza Pouraliganji | - Jaycee John Okwunwanne - Szajed Szaíd - Sayed Jaafar Ahmed - Hassan Al Haidos - Khalfan Ibrahim - Naif Hazazi - Nawaf Al Abed - Abdulaziz Al-Muqbali - Rjang Jonggi - Jaka Ihbeisheh - Yousef Al-Rawashdeh |

Öngól:
| - Mohamed Huszaín - Kao Lin |